# Gare de Bayonne
La gare de Bayonne est une gare ferroviaire française des lignes de Bordeaux-Saint-Jean à Irun et de Toulouse à Bayonne, située dans le quartier Saint Esprit à proximité du centre-ville de Bayonne, sous-préfecture du département des Pyrénées-Atlantiques en région Nouvelle-Aquitaine.
Elle est mise en service en 1855 par la Compagnie des chemins de fer du Midi et du Canal latéral à la Garonne.
C'est une gare de la Société nationale des chemins de fer français (SNCF) desservie par le TGV, des trains de grandes lignes et des trains régionaux TER Nouvelle-Aquitaine.

## Situation ferroviaire
Établie à 5 mètres d'altitude, la gare de bifurcation de Bayonne est située au point kilométrique (PK) 197,555 de la ligne de Bordeaux-Saint-Jean à Irun, entre les gares de Boucau et de Biarritz.
Elle est également : l'aboutissement au PK 321,383 de la ligne de Toulouse à Bayonne, après la gare ouverte d'Urt ; l'origine de la ligne de Bayonne à Saint-Jean-Pied-de-Port, avant la gare ouverte de Villefranque ; et également l'origine de la ligne de Bayonne à Allées-Marines exploitée uniquement pour le fret.

## Histoire
La station de Saint-Esprit est mise en service le 26 mars 1855 par la Compagnie des chemins de fer du Midi et du Canal latéral à la Garonne, lorsqu'elle ouvre à l'exploitation la section Dax - Bayonne de sa ligne de Bordeaux à Bayonne.

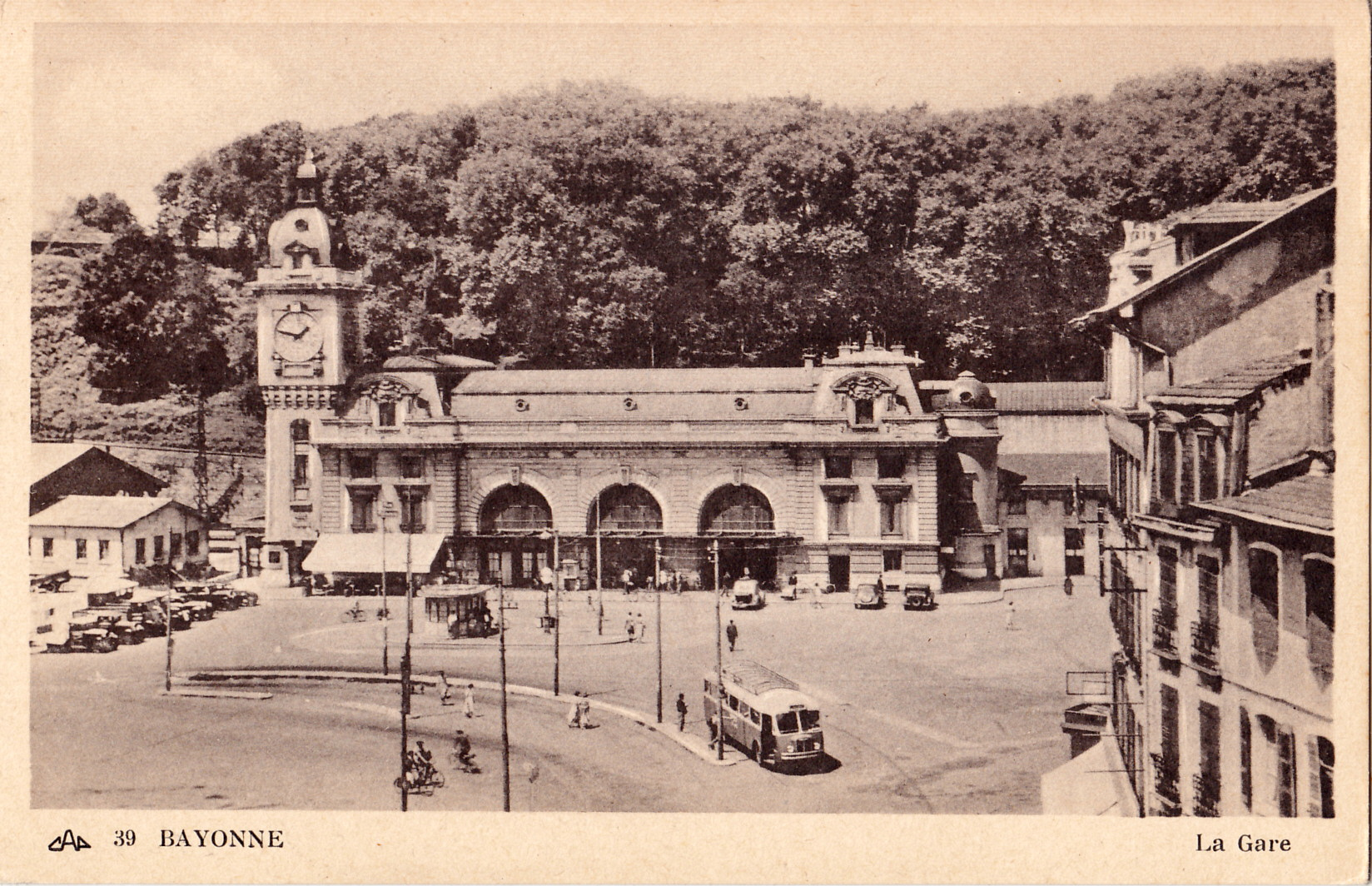
La seconde gare de Bayonne, vue dans les années 1930.

Une gare provisoire en bois et métal est construite au moment de l'arrivée du chemin de fer à Bayonne, au milieu du XIXe siècle. Au début du XXe siècle, elle est remplacée par l'édifice actuel comportant une tour horloge à cadran unique et un hall à arcades, de style plus monumental, très inspiré de celui de la gare de Lyon à Paris.
La gare fut desservie par le Tramway Bayonne-Lycée–Biarritz de 1888 à 1948, et, de 1922 à 1953 par le chemin de fer Bayonne-Anglet-Biarritz.

### Fréquentation
En 2022, selon les estimations de la SNCF, la fréquentation annuelle de la gare était de 1 322 129 voyageurs contre 1 000 265 en 2021. En 2020, la fréquentation annuelle de la gare était de 660 529 voyageurs.
| Année                      | 2015    | 2016    | 2017      | 2018    | 2019      | 2020    | 2021      | 2022      | 2023      |
| -------------------------- | ------- | ------- | --------- | ------- | --------- | ------- | --------- | --------- | --------- |
| Voyageurs seuls            | 839 085 | 800 871 | 901 165   | 829 006 | 948 134   | 660 529 | 1 000 265 | 1 322 129 | 1 475 383 |
| Voyageurs et non voyageurs | 942 793 | 899 855 | 1 012 545 | 931 467 | 1 065 319 | 742 168 | 1 123 893 | 1 485 538 | 1 657 734 |

## Service des voyageurs

### Accueil

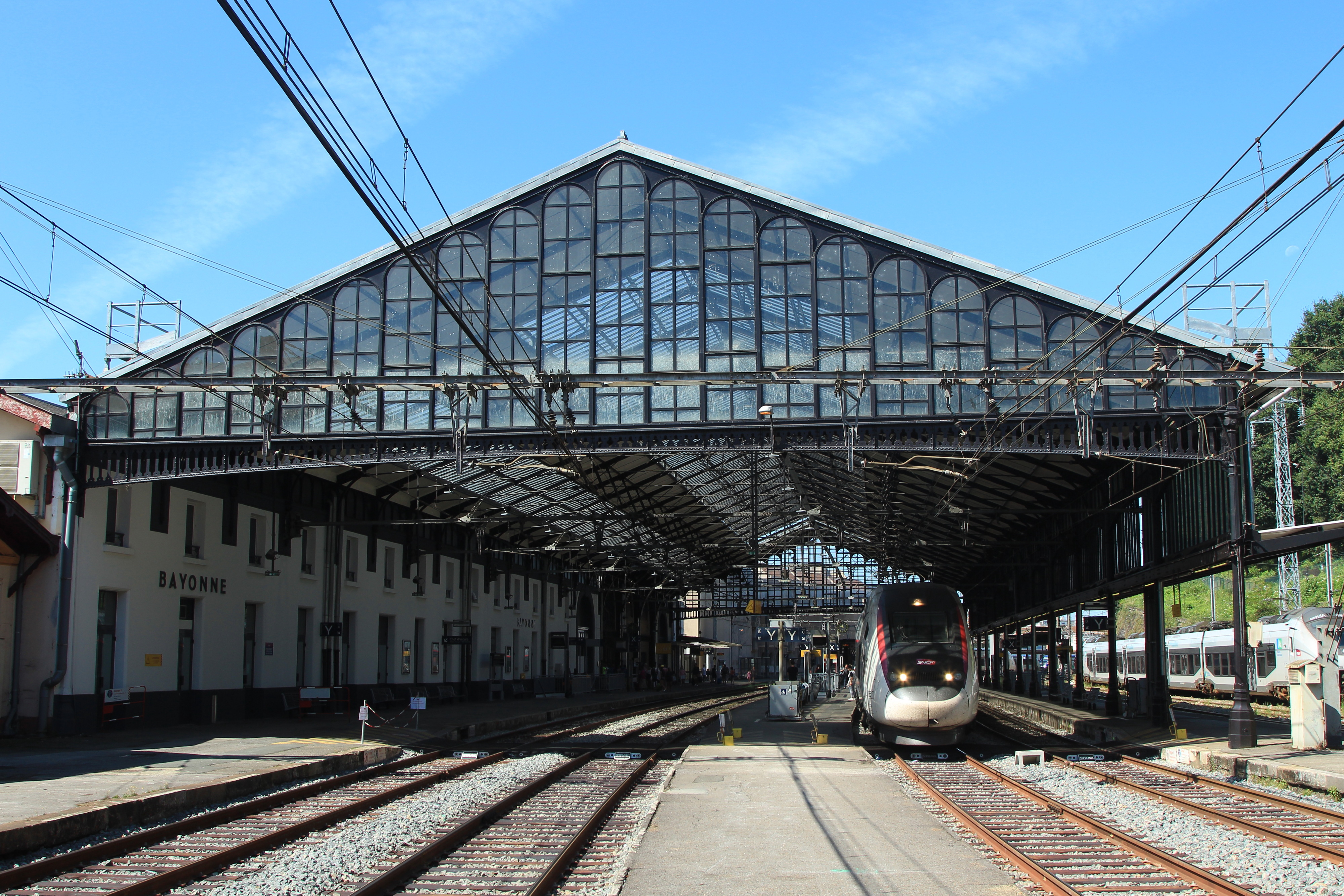
Quais, voies et verrière de la gare, vus en direction de Bordeaux.

La gare de Bayonne dispose d'un bâtiment voyageurs, avec guichet, ouvert tous les jours. Elle est équipée d'automates pour l'achat de titres de transport. C'est une gare « Accès Plus » disposant d'aménagements, d'équipements et de services pour les personnes à la mobilité réduite

### Desserte
TER Nouvelle-Aquitaine : Hendaye - Bordeaux-Saint-Jean via Dax ; Bayonne - Saint-Jean-Pied-de-Port ; Bayonne - Orthez - Pau - Tarbes
TGV inOui : Hendaye - Saint-Jean-de-Luz - Biarritz - Bayonne - Dax - Bordeaux-Saint-Jean - Paris-Montparnasse
Intercités de nuit (en période estivale) : Hendaye - Saint-Jean-de-Luz - Biarritz - Bayonne - Dax - Pau - Lourdes - Tarbes - Paris-Austerlitz
Intercités : Hendaye - Biarritz - Bayonne - Pau - Lourdes - Tarbes - Saint-Gaudens - Toulouse-Matabiau

### Intermodalité
La gare est desservie par les lignes T1 et T2 du Trambus de Bayonne, ainsi que par les lignes 5, 30 et 48 du réseau de bus de l’agglomération de Bayonne.
Les lignes 517 (Dax - Bayonne) et 536 (Bayonne - Saint-Martin-de-Hinx du réseau de cars régionaux desservent également la gare.
À côté de la gare, un parc de stationnement de 450 places pour les voitures est disponible.
Une station de location de vélos en libre service est également disponible à proximité.
La gare est desservie par le réseau de transports en commun Txik Txak.

## Service des marchandises
Cette gare est ouverte au service du fret.